# Municipio de Raymond (Kansas)
El municipio de Raymond (en inglés: Raymond Township) es un municipio ubicado en el condado de Rice en el estado estadounidense de Kansas. En el año 2010 tenía una población de 153 habitantes y una densidad poblacional de 1,64 personas por km².

## Geografía
El municipio de Raymond se encuentra ubicado en las coordenadas 38°18′40″N 98°24′55″O / 38.31111, -98.41528. Según la Oficina del Censo de los Estados Unidos, el municipio tiene una superficie total de 93.05 km², de la cual 92,28 km² corresponden a tierra firme y (0,82 %) 0,77 km² es agua.

## Demografía
Según el censo de 2010, había 153 personas residiendo en el municipio de Raymond. La densidad de población era de 1,64 hab./km². De los 153 habitantes, el municipio de Raymond estaba compuesto por el 97,39 % blancos y el 2,61 % eran de una mezcla de razas. Del total de la población el 3,27 % eran hispanos o latinos de cualquier raza.